# Hellerup (stacja kolejowa)
Hellerup (dun: Hellerup Station) – stacja kolejowa w Hellerup, w regionie stołecznym, w Danii. Jest obsługiwana przez pociągi S-tog i regionalne kursujące na linii Kystbanen.
Stacja została zaprojektowana przez V.C.H. Wolfa i została otwarta 22 lipca 1863 jednocześnie z inauguracją Klampenborgbanen. 1 października tego samego roku otwarto Nordbanen między Hellerup i Lyngby.